# Руделёв, Владимир Георгиевич
Влади́мир Гео́ргиевич Руделёв (8 июля 1932, Ельня — 20 ноября[уточнить] 2018, Тамбов) — советский и российский лингвист, педагог, переводчик. Доктор филологических наук (1971), профессор-консультант кафедры русской филологии и журналистики Института гуманитарного и социокультурного образования Тамбовского государственного университета имени Г. Р. Державина.

## Биография
Владимир Руделёв родился 8 июля 1932 года в городе Ельне Смоленской области.
В 1954 году окончил филологический факультет Рязанского государственного педагогического института. В 1957 году защитил диссертацию на соискание учёной степени кандидата филологических наук на тему «Лексика жилища и жилищно-хозяйственного строительства в некоторых рязанских говорах». В 1957—1972 годах преподавал в Оренбургском государственном педагогическом институте. В 1971 году защитил диссертацию на соискание учёной степени доктора филологических наук на тему «Типология и история русских вокалических систем».
С 1972 года жил в Тамбове. Заведовал кафедрой русского языка Тамбовского государственного педагогического института (ныне Тамбовский государственный университет имени Г. Р. Державина). В последние годы жизни — профессор-консультант кафедры русской филологии и журналистики Института гуманитарного и социокультурного образования Тамбовского государственного университета имени Г. Р. Державина.
Научные интересы: русская фонология, грамматика, общее языкознание, историческая фонетика. Индекс цитирования РИНЦ на январь 2015 года: цитирований — 285; h-индекс — 4. Литературный переводчик с французского языка.
Автор нескольких книг стихов и поэм: «Лютневая музыка» (1991), «Нежатина нива» (1993), «Зима в Тамбове» (1995), «Печальник» (2001), «Зимние радуги» (2003), «Охлебинова роща» (2004), «Коллекция пространств» (2005), «В лабиринте времени» (2006). В 2009 году издал в Рязани сборник избранных произведений «Рязанский окоём». Выпустил две книги сказок и рассказов для детей: «Соло на компьютере» (1994), «Перламутровый огонёк» (2003).

## Участие в проектах (полученные гранты, патенты)
- Исследование динамических процессов концептуализации и категоризации в языке (Федеральная целевая программа «Научные и научно-педагогические кадры инновационной России» на 2009—2013 гг., исполнитель)[2].

## Участие в общественных и творческих организациях
- Депутат Тамбовской городской думы[1]
- Член Союза российских писателей (с 1992)[2]
- Председатель Тамбовского областного общества любителей книги (был)[1]

## Почётные звания
- Заслуженный работник высшей школы Российской Федерации (2002)[2]

## Награды и премии
- Международная отметина имени отца русского футуризма Давида Бурлюка[3]

### Монографии
- Руделёв В. Г. Собрание сочинений: в 6 т. Т. 5. Мифы о редуцированных. Избранные сочинения по историческому языкознанию. — Тамбов, 2001. — 138 с.
- Руделёв В. Г. Собрание сочинений: в 6 т. Т. 6. Ч. 1. Друг мой — язык. Избранные работы по русскому языкознанию. — Тамбов, 2002.
- Руделёв В. Г. Графика и структурная теория орфографии. — Тамбов, 2004.

### Сборники, редакция
- Страницы провинциальной филологии. Ученые, школы и направления: Всероссийская научная интернет-конференция 1-25 марта 2004 года / К 10-летию Тамбовского государственного университета имени Г. Р. Державина; Под редакцией В. Г. Руделёва. — Тамбов, 2004.

### Учебники и учебные пособия
- Руделёв В. Г. Фонология слова. Спецкурс по русскому языку. — Тамбов, 1975.
- Руделёв В. Г. Существительное в русском языке: Учебное пособие. — Тамбов, 1979.
- Руделёв В. Г. Слово в лексической системе языка: Учебное пособие по лексикологии. — Тамбов, 1984.
- Руделёв В. Г. Русский язык. Учение о предложении: Учебник для VIII-IX классов. — Тамбов, 1992.
- Руделёв В. Г., Руделёва О. А. Вначале было слово. — Тамбов, 1995.

### Художественные произведения
- Руделёв В. Г. Рязанский окоём. — Рязань: Издатель Ситников, 2009. — 248 с.

### Книги
- Библиографический указатель публикаций профессора В. Г. Руделёва / Составитель А. Л. Шарандин. — Тамбов: ТГПИ, 1982. — 16 с.

### Статьи
- Руделёв Владимир Георгиевич // Деятели науки и техники Тамбовского края: Общественные науки. Военное дело. Филологические науки: Указатель литературы. — Тамбов, 1987. — С. 56—57.
- Кашковский С. «Лютневая музыка» // Послесловие. — 1992. — Февраль.
- Кострикин В. «Волшебных слов и духа излучье…» // Новая тамбовская газета. — 1995. — 26 мая.
- Винокуров В. Эта удивительная земля // Новая тамбовская газета. — 1995. — 30 июня.
- Владимир Георгиевич Руделёв (к 65-летию со дня рождения) // Тамбовские даты. 1997 год. — Тамбов, 1997. — С. 54—56.
- Плуталов В. Руделёвские ипостаси // Наедине. — 2002. — 10—16 07.
- Мастер // Наш город Тамбов. — 2003. — 17 ноября.
- Руделёв Владимир Георгиевич // Тамбовский государственный университет им. Г. Р. Державина: Словарь-справочник / 2-е издание, исправленное и дополненное. — Тамбов, 2004. — С. 407—408.
- Шарандин А. Л. Проблемы русской фонологии в трудах профессора В. Г. Руделёва // Страницы провинциальной филологии: учёные, школы и направления. — Тамбов, 2004. — С. 72—84.
- Пирожков Г. П. Руделёв Владимир Георгиевич // Пирожков Г. П., Ишин А. В. Краеведы от А до .... — Тамбов, 2005. — С. 12—13.
- Исаев Д. Руделёв и Харланов // Тамбовский курьер. — 2005. — 28 марта.
- Дорожкина В. Т. Руделёв Владимир Георгиевич // Дорожкина В. Т., Полякова Л. В. Литературная жизнь Тамбовского края. — Тамбов, 2006. — С. 122—123.
- Лебедева Е. Время, осязаемое в слове // Наедине. — 2007. — 4 июля.
- Матюшина М. Вдохновение жить // Тамбовский курьер. — 2008. — 14 января.
- Михайлова А. А. Тема покаяния в сборнике стихотворений В. Г. Руделёва «Зимние радуги» // Поэтические школы Тамбова. — Тамбов, 2008. — С. 30—43.
- Шарандин А. Л. «Люблю тебя, мой дорогой язык». к юбилею Владимира Георгиевича Руделева" // Филологическая регионалистика. 2012.
- Щербак А. С. Поздравляем юбиляра! к 85-летию со дня рождения В. Г. Руделева // Неофилология. 2017.
- Светлой памяти В. Г. Руделёва // Неофилология. 2019.
- Шарандин А. Л. Роль профессора В. Г. Руделёва в создании и развитии тамбовской лингвистической школы // Неофилология. 2019. Т. 5, № 18. С. 118—128.